# Švýcarské Alpy
Švýcarské Alpy jsou pomyslným horským systémem skládajícím se z jednotlivých pohoří ležících ve Švýcarsku, která jsou součástí Alp. Na tomto území leží nejvíce vrcholů vyšších 4000 metrů. V nejvyšších částech Švýcarských Alp se nachází nejvyšší koncentrace ledovců v kontinentální Evropě.

## Charakteristika
Švýcarské Alpy se podílejí na celkově hornatém povrchu Švýcarska 60 % plochy. Zbytek připadá Švýcarské plošině (Schweizer Mittelland) a pohoří Jura při severní hranici s Francií. Vzhledem k malé rozloze Švýcarska (41 293 km², tedy asi jako Slovensko) patří zemi jen 13 % z celkové rozlohy Alp. Na území Švýcarska tak najdeme především pohoří spadající pod Západní Alpy (celkem asi 40 % rozlohy Alp). Pouze malá část na východě a jihu území náleží k Východním Alpám.

## Geologické složení
Podle geologického složení dělíme Západní Alpy (ty tvoří většinu masivů na území Švýcarska) do tří skupin. Mezi Vnitřní krystalické Alpy patří především mohutné Walliské Alpy, dále Tessinské Alpy, Adulské Alpy a další. Jak je již patrné z názvu, jsou tvořeny především krystalickými břidlicemi, žulou, rulou, ale také vápenci a slepenci.
Druhou významnou skupinou Alp jsou Vnější krystalické Alpy. Ty jsou zde tvořeny především Bernskými Alpami, Freiburskými Alpami, Urnerskými Alpami a Glarnskými Alpami. Poslední skupinou vyskytující se na švýcarském území jsou Vnější vápencové Alpy. Zastoupení zde mají Appenzelské Alpy na severovýchodě země. Zde je pak dominantním prvkem vápenec.

## Vodopis

### Řeky

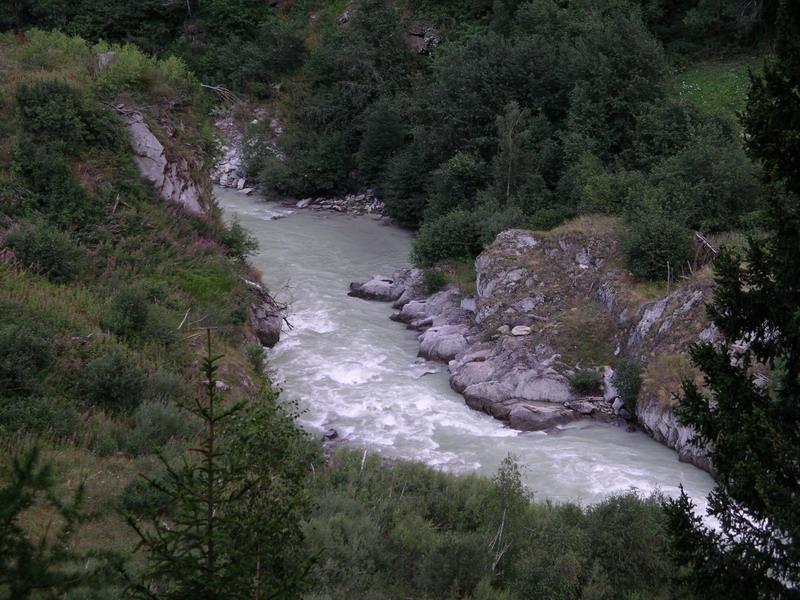
Rhôna ve Walliských Alpách

Největší švýcarskou řekou je Rýn, který zde vzniká soutokem dvou pramenných řek – Předního Rýna a Zadního Rýna. Nejvýznamnějším švýcarským přítokem Rýna je řeka Aara, pramenící pod nejvyšším vrcholem Bernských Alp. Druhou velkou řekou státu je Rhôna, pramenící v blízkosti silničního sedla Furkapass. Jižní oblasti Švýcarských Alp jsou odvodňovány největším přítokem Pádu – řekou Ticino. Na území Švýcarských Alp pramení jedna z nejvýznamnějších alpských řek Inn. Pramení v blízkosti sedla Maloja v kantonu Grubünden a odvádí toky z nejvýchodnější části státu. Vzhledem ke skutečnosti, že všechny švýcarské řeky mají tzv. alpínský režim (největší průtok v létě, nejnižší v zimě, značný spád), jsou využívány především energeticky. Díky napájení z tajících ledovců mají značnou vodnost.

### Vodní plochy

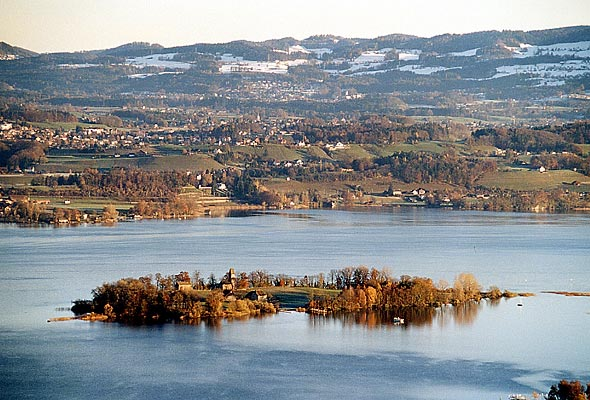
Jezero Zürichsee

I poměrně vysoko v horách narazíme na grandiózní stavitelská díla, jakými jsou především přehrady Grande Dixence (400 mil. m³), Mauvoisin (180 mil. m³) ve Walliských Alpách nebo přehradní jezero Emosson v blízkosti Mont Blancu v masivu Chablais. Švýcarsko je zemí neobyčejně bohatou na přírodní jezera. Oficiální údaje hovoří o více než 2 000 jezerních plochách, které dohromady zabírají asi 5% rozlohy státu. Většina jezer je ledovcového původu, mnohé jsou položeny vysoko v horách a mají jen malou rozlohu. Největším jezerem Alp je Ženevské jezero s rozlohou 581 km² a s maximální hloubkou 310 m. Následuje Bodamské jezero, Lac de Neuchâtel, Lago Maggiore, Vierwaldstätter See, Zürichsee, Thunské jezero a další. Nepřehlédnutelným krajinným prvkem Švýcarských Alp jsou četné a mohutné vodopády. Největší koncentraci padajících vod najdeme na území Bernských Alp. Největším vodopádem je kaskádový Riechenbachfall spadající z výšky 540 m celkem v sedmi stupních.

## Podnebí
Tak jako sousední alpská země Rakousko patří i Švýcarsko ke středoevropským státům s přechodným klimatem mezi oceánským a kontinentálním typem. Alpy jsou hlavním určujícím podnebným faktorem a mají na svědomí obrovskou různorodost lokálních a regionálních mikroklimat. Hlavní hřeben Alp tvoří přirozenou hradbu převažujícímu severozápadnímu proudění. Jižní část Alp je ve stínu tohoto proudění a je více ve vlivu teplého středomořského podnebí. Teplotu vzduchu určuje na prvním místě nadmořská výška. Rozdíly mezi údolími a vrcholy hor mohou přitom dosáhnout až extrémních hodnot jako je tomu např. mezi hladinou Lago Maggiore a vrcholovými partiemi jen 50 km vzdáleného masivu Monte Rosa. Výškový rozdíl zde činí 4 400 m.
Dalším podmiňujícím faktorem jsou typy a směry větrů. Především v chladných měsících určuje vývoj počasí na území Alp teplý a suchý fén. V tomto případě mohou rozdílné hodnoty teplot v údolích a na vrcholcích hor dosáhnout až 20°C.
Švýcarské Alpy jsou velmi bohaté na srážky. Množství spadlých srážek je opět závislé na nadmořské výšce. Čím větší výška, tím více srážek. Průměrná hodnota je zhruba 1 000 mm ročně. Nejméně srážek je evidováno v Locarnu (520 mm a pouhých 11 dní se sněhovou pokrývkou), naopak nejvíce na vrcholu Mönch v Bernských Alpách – 4 140 mm.
Sněžná čára je rozdílná podle orientace pohoří směrem ke světovým stranám. Zatímco na jižní straně Švýcarských Alp začíná až od výše 2 900 m, na severních svazích je to již od výše 2 500 m.

## Fauna a flora

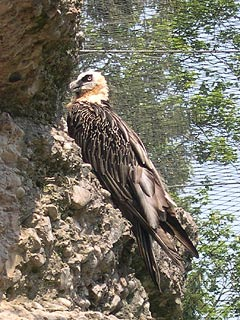
Orlosup bradatý

Výskyt vegetačních stupňů je závislý především na nadmořské výšce a profilu terénu. S narůstající výškou se zkracuje vegetační období v průměru o 12 dní na 100 m. V praxi to znamená, že zatímco ve výšce 1 000 m trvá vegetační období cca 8 měsíců, ve výšce 1 600 m to jsou již jen 2 měsíce a nad hranicí 2 500 m se toto období zkracuje na pouhých 6 týdnů. Důležitým vegetačním faktorem je také orientace v terénu vzhledem ke slunečnímu záření. Díky tomu mohou teplotní rozdíly dosáhnout až extrémních hodnot. Např. v okolí průsmyku Bernina byly naměřeny rozdíly mezi svahy vystavenými slunečnímu záření a místy ve stínu až 54 °C.

### Flora
Při dělení vegetačních stupňů ve Švýcarských Alpách začneme na spodní hranici, která zasahuje především údolí a střední pahorkovitou část krajiny do výše 1 300 m (submontánní a montánní stupeň). Vyznačuje se především listnatými a smíšenými lesy, charakter terénu je silně poznamenán lidskou činností, především zemědělstvím a hospodářstvím. O stupni ve výškách 1 600 m – 2 000 m hovoříme jako o subalpínském. Ten charakterizují především smrkové, borovicové či modřínové lesy, které s přibývající výškou vystupují v zakrslejší formě. Zde se většinou nachází horní hranice lesa. V rozmezí 2 000 m – 2 500 m se nachází stupeň alpínský reprezentovaný klečí, rododendrony, mechy a lišejníky. Ve výškách 2 500 m – 2 900 m ovládá prostředí pásmo horských holí, jedná se o stupeň alpínský. Nad hranicí sněžné čáry (zpravidla kolem 3 000 m) se nachází pásmo nivální neboli sněžné. Vegetace zde bývá skromně zastoupena na nezaledněných a skalnatých svazích mechy, lišejníky a bylinami s krátkou dobou vegetačního výskytu.

### Fauna
Horská fauna Švýcarských Alp je vzhledem ke kulturnosti krajiny a drsným velehorským podmínkám ve vysokých polohách poměrně chudá. Vyhubením velkých šelem (medvěda, vlka) došlo k výraznému narušení přirozené rovnováhy, což v důsledku znamenalo přemnožení srnčí a jelení zvěře, ale i kamzíků. Typickým představitelem hor je všudypřítomný svišť horský. Hojně rozšířen je zde kozorožec, kterých je zde na 12 000 kusů. Ze zástupců ptačí říše se v několika lokalitách můžeme setkat s orlem skalním.

## Ochrana přírody

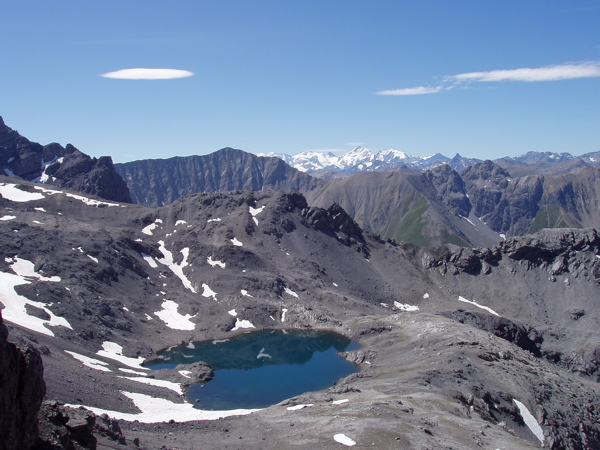
Švýcarský národní park

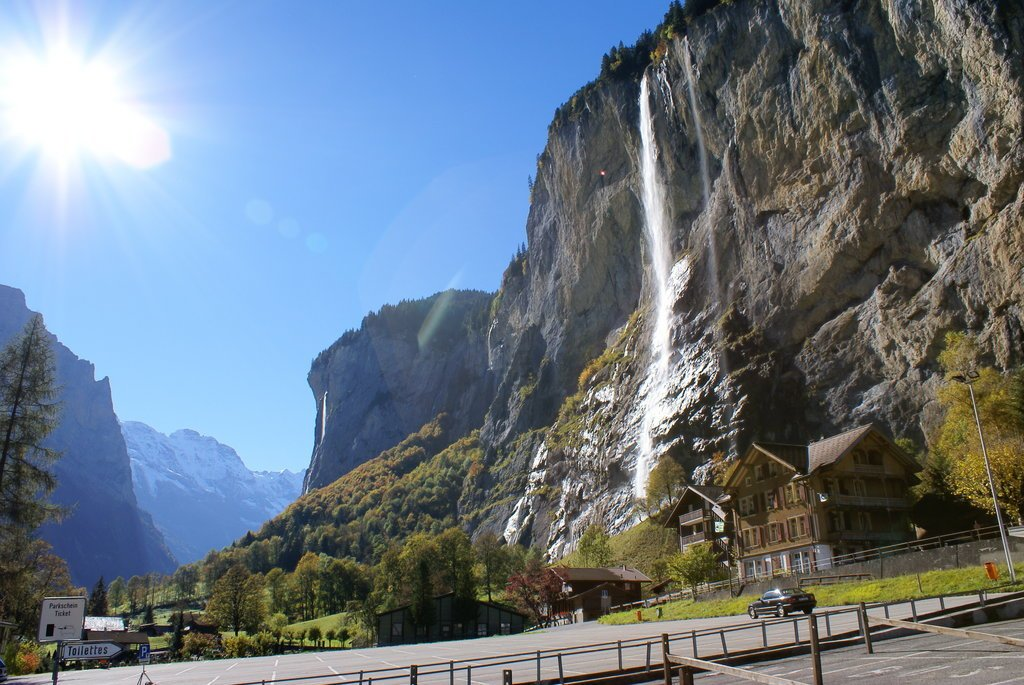
Vodopád v údolí Lauterbrunnen Tal

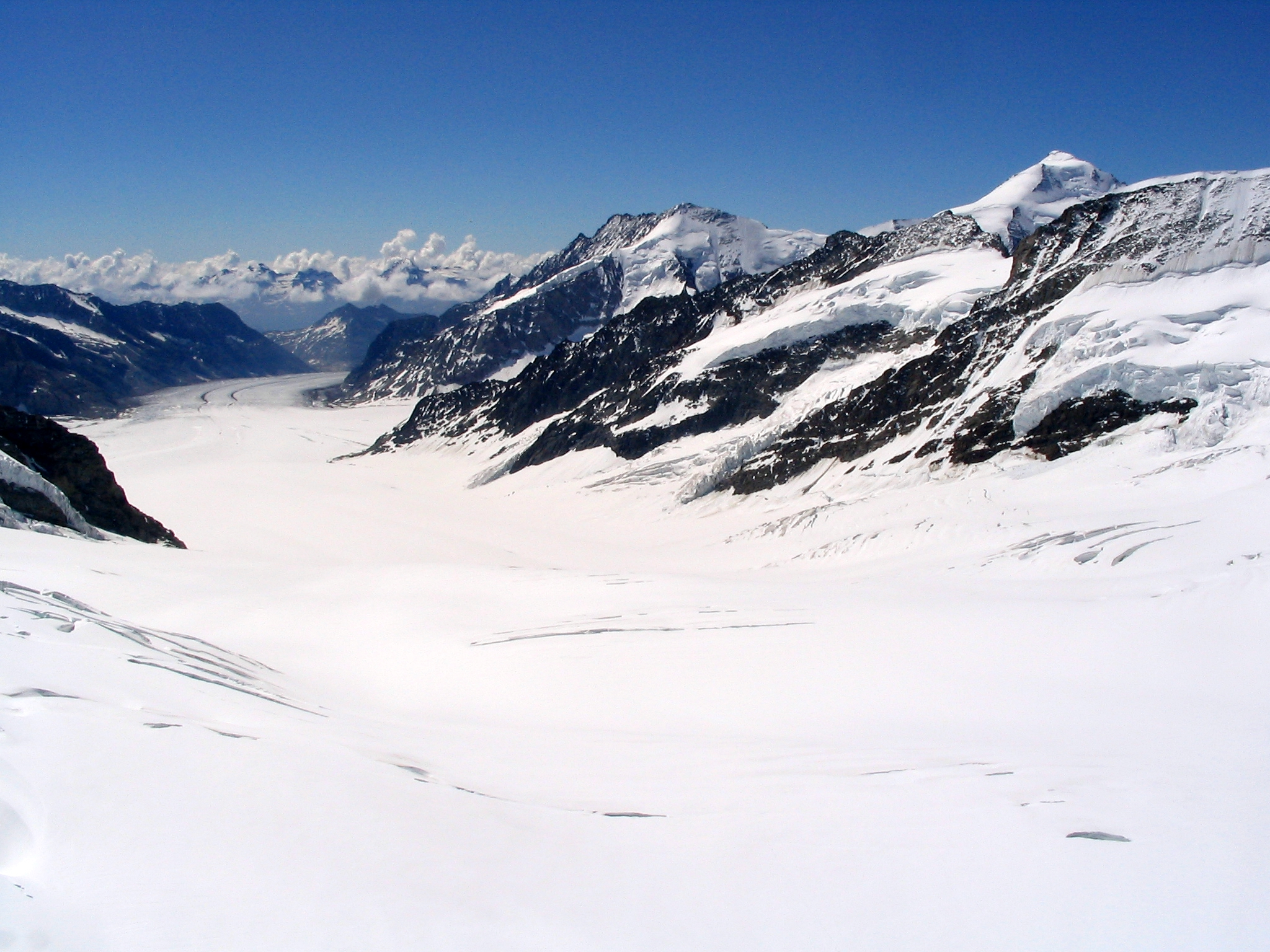
Aletschský ledovec

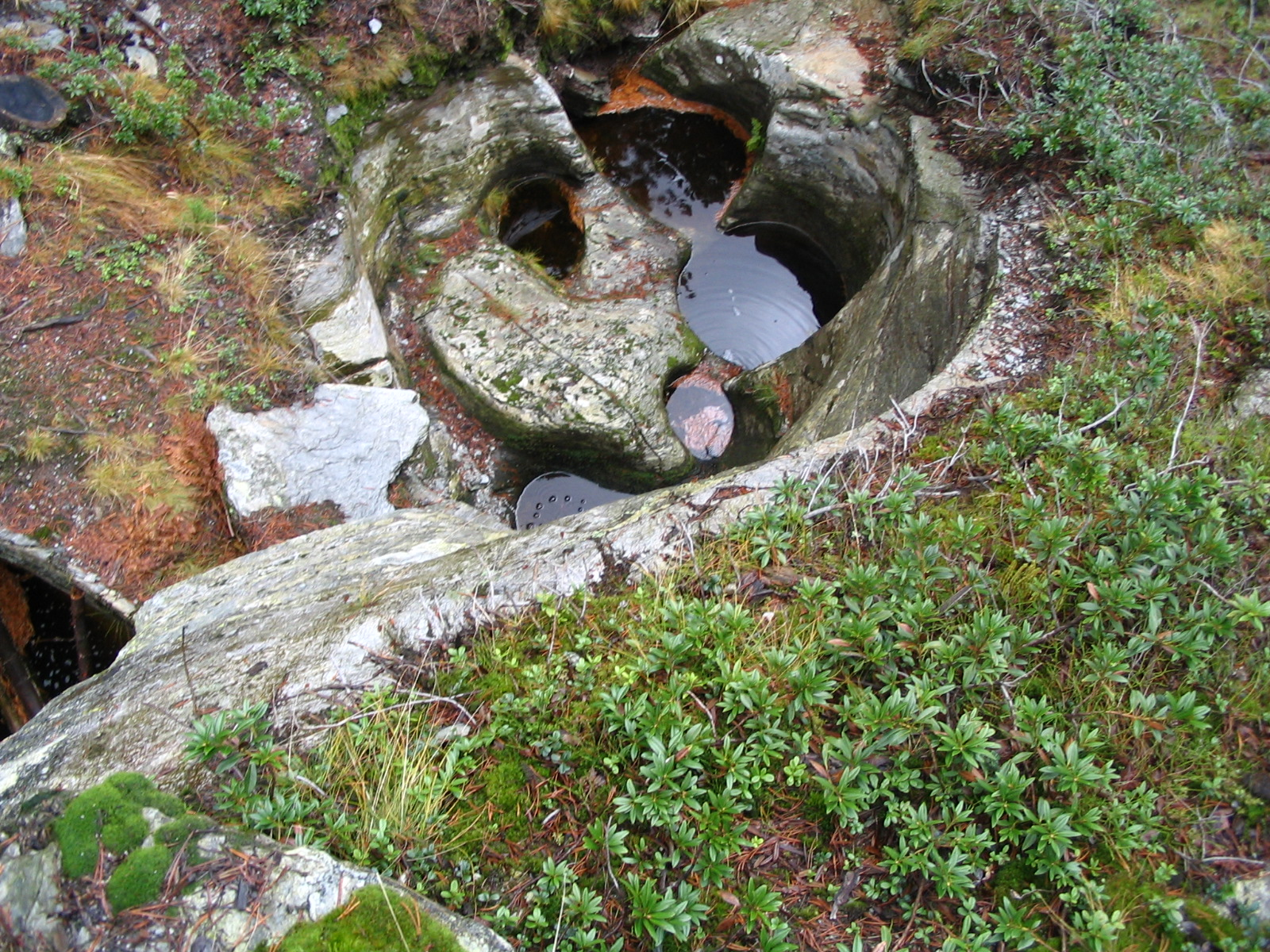
Skalní hrnce – Maloja

Na území Švýcarska najdeme sice jen jediné území se statutem národního parku, zato více než 500 plošně poměrně málo rozlehlých oblastí chráněných jako přírodní rezervace (celkem 2 % z celkové rozlohy státu).
- Švýcarský národní park

Švýcarský národní park se nachází ve východním Švýcarsku na území kantonu Graubünden nad údolím Dolního Innu. Vznikl v roce 1914 a je tak nejstarším národním parkem v Evropě. Má rozlohu 169 km². Typické pro park jsou modřínové lesy, na Švýcarsko nezvyklé množství zvěře (rys, svišť a kamzík) a pečlivě udržovaných 80 km značených stezek. V letech 1920–1924 byl v parku vysazen kozorožec. O dvacet let později také vzácný orlosup bradatý. Švýcarský národní park navazuje na hranicích s Itálií na velké chráněné území Národního parku Stelvio. Správu národního parku nalezneme v městečku Zernez (zároveň vstupní brána do oblasti), její činnost je omezena stejně jako vstup do parku od června do konce října.
- Aletschský prales (Aletschwald)

Aletschský prales leží v Bernských Alpách v blízkosti Aletschského ledovce, největšího alpského ledovce. Na tomto nikterak velkém území (306 ha) najdeme výjimečné exempláře modřínů a limb, z nichž někteří jedinci jsou až 1 000 let staří. Pro zcela jedinečnou hodnotu bylo území zařazeno na listinu kulturního a přírodního dědictví UNESCO.
- Lauterbrunnerské údolí (Lauterbrunner Tal)

Toto údolí se nachází v Bernských Alpách a zasahuje do pohoří ze severu. 18 km dlouhé ledovcové údolí, které je sevřeno vápencovými stěnami s výškou až 500 metrů, z nichž spadají stuhy obrovských vodopádů, je nepochybně jedním z nejhezčích v celých Alpách.
- Grimsel

Tato přírodní rezervace leží v blízkosti toku řeky Aary a zahrnuje na plošně poměrně rozlehlém území (10 000 ha) reprezentativní vzorek alpské vysokohorské přírody. Vyznačuje se množstvím ledovcových jezer, firnových polí a vysokých štítů.
- Derborence

Je dalším chráněným celkem Bernských Alp. Jedná se o nejvýše položenou krasovou oblast Alp v blízkosti masivu Diablerets.
- Höloch-Strudellöcher

Toto chráněné území leží v Glarnských a částečně i v Schwyzských Alpách a může se pochlubit nejrozsáhlejším jeskynním systémem v Evropě. Jeho rozloha je 9 240 ha. Chráněna je zde i vzácná jeskynní fauna.
- Maloja-Strudellöcher

Nalezneme je v kantonu Graubünden a zahrnuje v sobě soustavu obřích skalních hrnců (hlubokých až 11 metrů s průměrem 22 metrů) vymletých vířivou vodou z ledovců.
- Vallé de Joux et haut Jura Vaudouisis

Se rozkládá v pohoří Jura na severozápadě země. Je to největší chráněné území (22 000 ha) a chrání okolí řeky Joux. Najdeme zde bohaté ukázky klasické krasové krajiny v blízkosti nejvyššího vrcholu pohoří Mont Tendre. Je zde hojně zastoupena především vápnomilná flora a žije zde mnoho vzácných zvířat.
- Monte San Giorgio

Zajišťuje ochranu svahů hory tohoto jména nalézající se v blízkosti Luganského jezera. Je zde bohatý výskyt středomořského rostlinstva.
- Matterhorn

Oblast hory Matterhorn ve Walliských Alpách je jedním z posledních vyhlášených chráněných přírodních celků.

## Rozdělení Švýcarských Alp

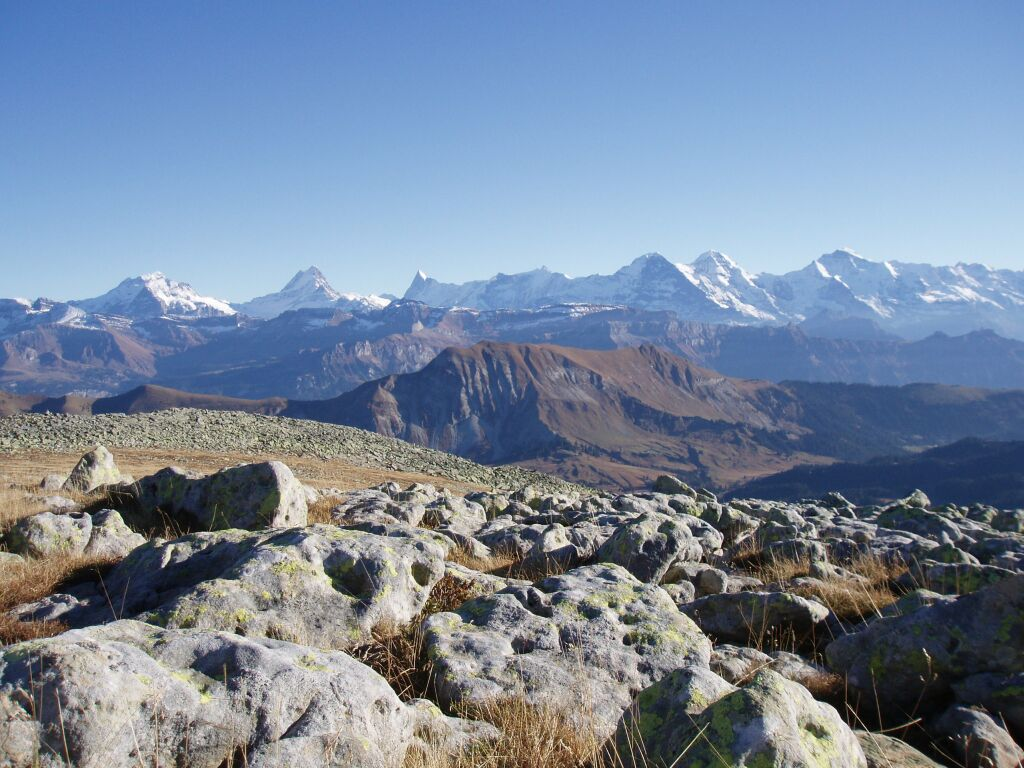
Bernské Alpy

1. Rätikon – Schesaplana (2 965 m)
2. Silvretta – Piz Linard (3 411 m)
3. Samnaunské Alpy – Muttler (3 294 m)
4. Sesvenna – Piz Sesvenna (3 205 m)
5. Livigno – Piz Languard (3 262 m) – pouze švýcarská část
6. Bernina – Piz Bernina (4 049 m)
7. Albula – Piz Kesch (3 418 m)
8. Plessurské Alpy – Aroser Rothorn (2 980 m)
9. Platta – Piz Platta (3 392 m)
10. Appenzellské Alpy – Säntis (2 501 m)
11. Glarnské Alpy – Tödi (3 614 m)
12. Schwyzské Alpy – Bächistock (2 914 m)
13. Urnské Alpy – Dammastock (3 630 m)
14. Bernské Alpy – Finsteraarhorn (4 274 m)
15. Freiburské Alpy – Le Tarent (2 548 m)
16. Chablais-Faucigny – Dents du Midi (3 257 m)
17. Mont Blanc – Argentiére (3 902 m) – pouze švýcarská část
18. Walliské Alpy – Dufourspitze (4 634)
19. Tessinské Alpy – Basòdino (3 274 m)
20. Gotthard – Pizzo Rotondo (3 192 m)
21. Adulské Alpy – Rheinwaldhorn (3 402 m)
22. Tambo – Tambohorn (3 279 m)
23. Jura – Mont Tendre (1 679 m)

## Historie turistiky

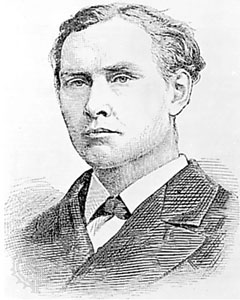
Edward Whymper

Z hlediska objevování a dobývání hor je za období zrodu turistiky a poznávání Alp uváděno 16. století a území Švýcarska lze považovat za kolébku horolezectví. 
Rok 1555
Za jeden z historicky prvních výstupů na alpský vrchol je uváděn výstup na horu Pilatus (2221 m), který uskutečnil Conrad Gesner.
Rok 1574
Vyšla první publikace, která seznamovala čtenáře s horami a přírodou Bernských Alp. Obsahovala podrobnější popisy některých hor (Wetterhorn, Jungfrau aj.). Autorem byl Thomas Schöpf.
Roky 1703 – 1711
V těchto letech bylo prováděno barometrické měření vrcholů. Výzkum prováděl Švýcar J.J.Schuechzer.
Rok 1712
Uvedený švýcarský učenec vydává precizní a podrobnou mapu Švýcarska. Ta byla technicky a propracovaností překonána až po 100 letech.
Roky 1712 – 1778
Jean Jacques Rousseau hlásá myšlenku volnosti a poznávání krás přírody. Tento myslitel a spisovatel byl ženevským rodákem.
Rok 1741
Je rokem prvního dosažení ledovcového vrcholu v Alpách. Povedlo se to čtyřčlenné skupině horolezců pod vedením Ignaze Hesse.
Rok 1854
Začíná tzv. „zlatý věk alpinismu“, kdy hlavně aktivita britských lezců podněcuje zájem o zdolávání vysokých hor. V roce 1854 byl vylezen vrchol Dufourspitze (4634 m) a o čtyři roky později také Eiger (3970 m).
Rok 1863
Založen Švýcarský alpský svaz (SAC).
Rok 1864
Postavení první horské chaty (Grünhornhütte) ve vlastnictví SAC na úpatí hory Tödi (3614 m) v Glarnských Alpách.
Za konec a zároveň vyvrcholení zlatého věku alpinismu je považováno dosažení Matterhornu (4478 m) Edwardem Whymperem a jeho přáteli. Významným mužem této doby byl J.L. Agassiz, který zkoumal pohyb ledovců. Na objevech a zpřístupnění Alp se ve velké míře podíleli také obyčejní turisté a různé soukromé spolky.